# Campeonato Mundial de Atletismo de 2007 - 400 m feminino
A competição dos 400 metros feminino no Campeonato Mundial de Atletismo de 2007 foi realizada no Estádio Nagai, em Osaka, no Japão, entre os dias 26 a 29 de agosto de 2007.

## Recordes
Antes desta competição, os recordes mundiais e do campeonato nesta prova eram os seguintes:
| Tipo                  | Atleta                | Tempo | Local     | Data                 |
| --------------------- | --------------------- | ----- | --------- | -------------------- |
|                       | Marita Koch           | 47.60 | Canberra  | 6 de outubro de 1985 |
| Recorde do campeonato | Jarmila Kratochvílová | 47.99 | Helsinque | 10 de agosto de 1983 |

## Medalhistas
| Ouro                     | Prata                | Bronze                 |
| Christine Ohuruogu (GBR) | Nicola Sanders (GBR) | Novlene Williams (JAM) |

## Calendário
Todos os horários estão no horário local (UTC+9)
| Data         | Horário | Fase          |
| ------------ | ------- | ------------- |
| 26 de agosto | 10:50   | Eliminatórias |
| 27 de agosto | 21:10   | Semifinal     |
| 29 de agosto | 21:50   | Final         |

## Resultados

### Eliminatórias
Qualificação: Os 4 primeiros de cada bateria (Q) e os 4 melhores tempos (q) avançam para as semifinais.
| Pos. | Bateria | Atleta                     | Nacionalidade            | Tempo | Notas                |
| ---- | ------- | -------------------------- | ------------------------ | ----- | -------------------- |
| 1    | 4       | Novlene Williams           | Jamaica                  | 50.21 | Q                    |
| 2    | 5       | Christine Ohuruogu         | Grã-Bretanha             | 50.46 | Q,                   |
| 3    | 5       | Ilona Usovich              | Bielorrússia             | 50.53 | Q,                   |
| 4    | 4       | Ana Guevara                | México                   | 50.85 | Q                    |
| 5    | 1       | Natalya Antyukh            | Rússia                   | 50.88 | Q                    |
| 6    | 5       | Natasha Hastings           | Estados Unidos           | 51.07 | Q                    |
| 7    | 1       | Mary Wineberg              | Estados Unidos           | 51.25 | Q                    |
| 8    | 2       | DeeDee Trotter             | Estados Unidos           | 51.27 | Q                    |
| 9    | 1       | Shereefa Lloyd             | Jamaica                  | 51.42 | Q                    |
| 10   | 1       | Lee McConnell              | Grã-Bretanha             | 51.44 | Q,                   |
| 11   | 2       | Nicola Sanders             | Grã-Bretanha             | 51.45 | Q                    |
| 12   | 2       | Joanne Cuddihy             | Irlanda                  | 51.55 | Q,                   |
| 12   | 2       | Christine Amertil          | Bahamas                  | 51.55 | Q                    |
| 14   | 4       | Ionela Târlea-Manolache    | Roménia                  | 51.59 | Q                    |
| 15   | 3       | Tatyana Veshkurova         | Rússia                   | 51.67 | Q                    |
| 16   | 3       | Shericka Williams          | Jamaica                  | 51.72 | Q                    |
| 17   | 4       | Aymée Martínez             | Cuba                     | 51.74 | Q,                   |
| 18   | 5       | Indira Terrero             | Cuba                     | 51.76 | Q                    |
| 19   | 3       | Barbara Petráhn            | Hungria                  | 51.86 | Q,                   |
| 20   | 3       | Amantle Montsho            | Botswana                 | 51.87 | Q                    |
| 21   | 4       | Aliann Pompey              | Guiana                   | 51.95 | q                    |
| 22   | 5       | Daniela Reina              | Itália                   | 52.02 | q,                   |
| 23   | 4       | Christy Ekpukhon Ihunaegbo | Nigéria                  | 52.05 | q                    |
| 24   | 5       | Asami Tanno                | Japan                    | 52.13 | q,                   |
| 25   | 2       | Zuzanna Radecka            | Polónia                  | 52.19 |                      |
| 26   | 4       | Makelesi Bulikiobo         | Fiji                     | 52.23 | Recorde da temporada |
| 27   | 1       | Oksana Shcherbak           | Ucrânia                  | 52.39 |                      |
| 28   | 3       | Kineke Alexander           | São Vicente e Granadinas | 52.51 |                      |
| 29   | 2       | Folashade Abugan           | Nigéria                  | 52.58 |                      |
| 30   | 5       | Gabriela Medina            | México                   | 53.16 |                      |
| 31   | 1       | Justine Bayigga            | Uganda                   | 53.25 |                      |
| 32   | 2       | Maria Laura Almirão        | Brasil                   | 53.68 |                      |
| 33   | 1       | Joy Eze                    | Nigéria                  | 53.83 |                      |
| 34   | 3       | Ginou Etienne              | Haiti                    | 53.89 |                      |
| 35   | 4       | Solen Désert               | França                   | 54.03 |                      |
| 36   | 1       | Olga Tereshkova            | Cazaquistão              | 54.09 |                      |
| 37   | 5       | Sandrine Thiébaud-Kangni   | Togo                     | 54.11 |                      |
| 38   | 3       | Amy Mbacké Thiam           | Senegal                  | 54.31 |                      |
| 39   | 2       | Hazel-Ann Regis            | Granada                  | 54.78 | Recorde da temporada |
| 40   | 3       | Nawal El Jack              | Sudão                    | 55.29 |                      |
| 41   | 5       | Temalangeni Dlamini        | Suécia                   | 58.27 | Recorde pessoal      |
| 42   | 2       | Vera Barbosa               | Cabo Verde               | 58.56 |                      |

### Semifinal
Qualificação: Os 2 primeiros de cada bateria (Q) e os 2 melhores tempos (q) avançam para as finais.
| Pos. | Bateria | Atleta                     | Nacionalidade  | Tempo | Notas                |
| ---- | ------- | -------------------------- | -------------- | ----- | -------------------- |
| 1    | 1       | Novlene Williams           | Jamaica        | 49.66 | Q,                   |
| 2    | 2       | Nicola Sanders             | Grã-Bretanha   | 49.77 | Q,                   |
| 3    | 2       | Natalya Antyukh            | Rússia         | 49.93 | Q,                   |
| 4    | 3       | Christine Ohuruogu         | Grã-Bretanha   | 50.16 | Q,                   |
| 5    | 1       | Ana Guevara                | México         | 50.19 | Q,                   |
| 6    | 3       | Mary Wineberg              | Estados Unidos | 50.27 | Q                    |
| 7    | 2       | DeeDee Trotter             | Estados Unidos | 50.31 | q                    |
| 7    | 1       | Ilona Usovich              | Bielorrússia   | 50.31 | q,                   |
| 9    | 2       | Shericka Williams          | Jamaica        | 50.37 | Recorde da temporada |
| 10   | 3       | Tatyana Veshkurova         | Rússia         | 50.71 |                      |
| 11   | 1       | Joanne Cuddihy             | Irlanda        | 50.73 | Recorde nacional     |
| 12   | 3       | Amantle Montsho            | Botswana       | 50.90 | Recorde nacional     |
| 13   | 3       | Shereefa Lloyd             | Jamaica        | 51.00 | Recorde pessoal      |
| 14   | 1       | Lee McConnell              | Grã-Bretanha   | 51.07 | Recorde da temporada |
| 15   | 1       | Indira Terrero             | Cuba           | 51.08 |                      |
| 16   | 2       | Christine Amertil          | Bahamas        | 51.18 |                      |
| 17   | 1       | Natasha Hastings           | Estados Unidos | 51.45 |                      |
| 18   | 3       | Christy Ekpukhon Ihunaegbo | Nigéria        | 51.60 |                      |
| 19   | 3       | Ionela Târlea-Manolache    | Roménia        | 51.62 |                      |
| 20   | 1       | Asami Tanno                | Japão          | 51.81 | Recorde da temporada |
| 21   | 2       | Daniela Reina              | Itália         | 51.99 | Recorde da temporada |
| 22   | 2       | Barbara Petráhn            | Hungria        | 52.12 |                      |
| 23   | 2       | Aliann Pompey              | Guiana         | 53.58 |                      |
| 24   | 3       | Aymée Martínez             | Cuba           | 57.77 |                      |

### Final
A final ocorreu dia 29 de agosto às 21:50.
| Pos.              | Raia | Atleta             | Nacionalidade  | Tempo | Notas                |
| ----------------- | ---- | ------------------ | -------------- | ----- | -------------------- |
| Medalha de ouro   | 6    | Christine Ohuruogu | Grã-Bretanha   | 49.61 | Recorde pessoal      |
| Medalha de prata  | 4    | Nicola Sanders     | Grã-Bretanha   | 49.65 | Recorde pessoal      |
| Medalha de bronze | 7    | Novlene Williams   | Jamaica        | 49.66 | Recorde da temporada |
| 4                 | 9    | Ana Guevara        | México         | 50.16 | Recorde da temporada |
| 5                 | 8    | DeeDee Trotter     | Estados Unidos | 50.17 |                      |
| 6                 | 5    | Natalya Antyukh    | Rússia         | 50.33 |                      |
| 7                 | 3    | Ilona Usovich      | Bielorrússia   | 50.54 |                      |
| 8                 | 2    | Mary Wineberg      | Estados Unidos | 50.96 |                      |

Legenda
| Recorde mundial       | Recorde mundial (World record)               |                       | Recorde africano                      | Recorde africano (African) |                                           | Q | Classificado por posição (Qualified) |
| Recorde do campeonato | Recorde do campeonato (Championship record)  | Recorde da América    | Recorde da América (Americas)         | q                          | Classificado por melhor tempo (Qualified) |   |                                      |
| Melhor marca do ano   | Melhor marca do ano (World leading)          | Recorde asiático      | Recorde asiático (Asian)              | DNS                        | Não largou (Did not start)                |   |                                      |
| Recorde nacional      | Recorde nacional (National record)           | Recorde europeu       | Recorde europeu (European)            | DNF                        | Não terminou (Did not finish)             |   |                                      |
| Recorde pessoal       | Recorde pessoal do atleta (Personal best)    | Recorde da Oceania    | Recorde da Oceania (Oceania)          | DSQ / DQ                   | Desclassificado (Disqualified)            |   |                                      |
| Recorde da temporada  | Recorde da temporada do atleta (Season best) | Recorde sul-americano | Recorde sul-americano (South America) | NM                         | Sem marca (No mark)                       |   |                                      |